# Bolivie aux Jeux olympiques d'été de 2024
La Bolivie participe aux Jeux olympiques de 2024 à Paris. Il s'agit de sa 16e participation à des Jeux olympiques d'été.
L'athlète Héctor Garibay et la nageuse María José Ribera (en) sont nommés porte-drapeau de la délégation bolivienne.

## Nombre d’athlètes qualifiés par sport
Voici la liste des qualifiés et sélectionnés boliviens par sport (remplaçants compris) :
| Sport      | Hommes | Femmes | Total |
| ---------- | ------ | ------ | ----- |
| Athlétisme | 1      | 1      | 2     |
| Natation   | 1      | 1      | 2     |
| Total      | 2      | 2      | 4     |

## Résultats

### Athlétisme

#### Hommes
| Athlètes       | Épreuve  | Premier tour (ou tour préliminaire) | Premier tour (ou tour préliminaire) | Repêchage (ou premier tour) | Repêchage (ou premier tour) | Demi-finales | Demi-finales | Finale          | Finale |
| Athlètes       | Épreuve  | Temps                               | Rang                                | Temps                       | Rang                        | Temps        | Rang         | Temps           | Rang   |
| -------------- | -------- | ----------------------------------- | ----------------------------------- | --------------------------- | --------------------------- | ------------ | ------------ | --------------- | ------ |
| Héctor Garibay | Marathon | Non disputé                         | Non disputé                         | Non disputé                 | Non disputé                 | Non disputé  | Non disputé  | 2 h 15 min 54 s | 60e    |

#### Femmes
| Athlète          | Épreuve | Premier tour (ou tour préliminaire) | Premier tour (ou tour préliminaire) | Repêchage (ou premier tour) | Repêchage (ou premier tour) | Demi-finales | Demi-finales | Finale   | Finale   |
| Athlète          | Épreuve | Temps                               | Rang                                | Temps                       | Rang                        | Temps        | Rang         | Temps    | Rang     |
| ---------------- | ------- | ----------------------------------- | ----------------------------------- | --------------------------- | --------------------------- | ------------ | ------------ | -------- | -------- |
| Guadalupe Torrez | 100 m   | 11 s 60                             | 2e                                  | 11 s 68                     | 8e                          | Éliminée     | Éliminée     | Éliminée | Éliminée |

### Natation
| Athlète                 | Épreuve                | Séries       | Séries | Demi-finales | Demi-finales | Finale   | Finale   |
| Athlète                 | Épreuve                | Temps        | Rang   | Temps        | Rang         | Temps    | Rang     |
| ----------------------- | ---------------------- | ------------ | ------ | ------------ | ------------ | -------- | -------- |
| Esteban Núñez del Prado | 200 m 4 nages hommes   | 2 min 8 s 23 | 23e    | Éliminé      | Éliminé      | Éliminé  | Éliminé  |
| María José Ribera       | 50 m nage libre femmes | 26 s 07      | 28e    | Éliminée     | Éliminée     | Éliminée | Éliminée |